# Lijst van Deense havencodes

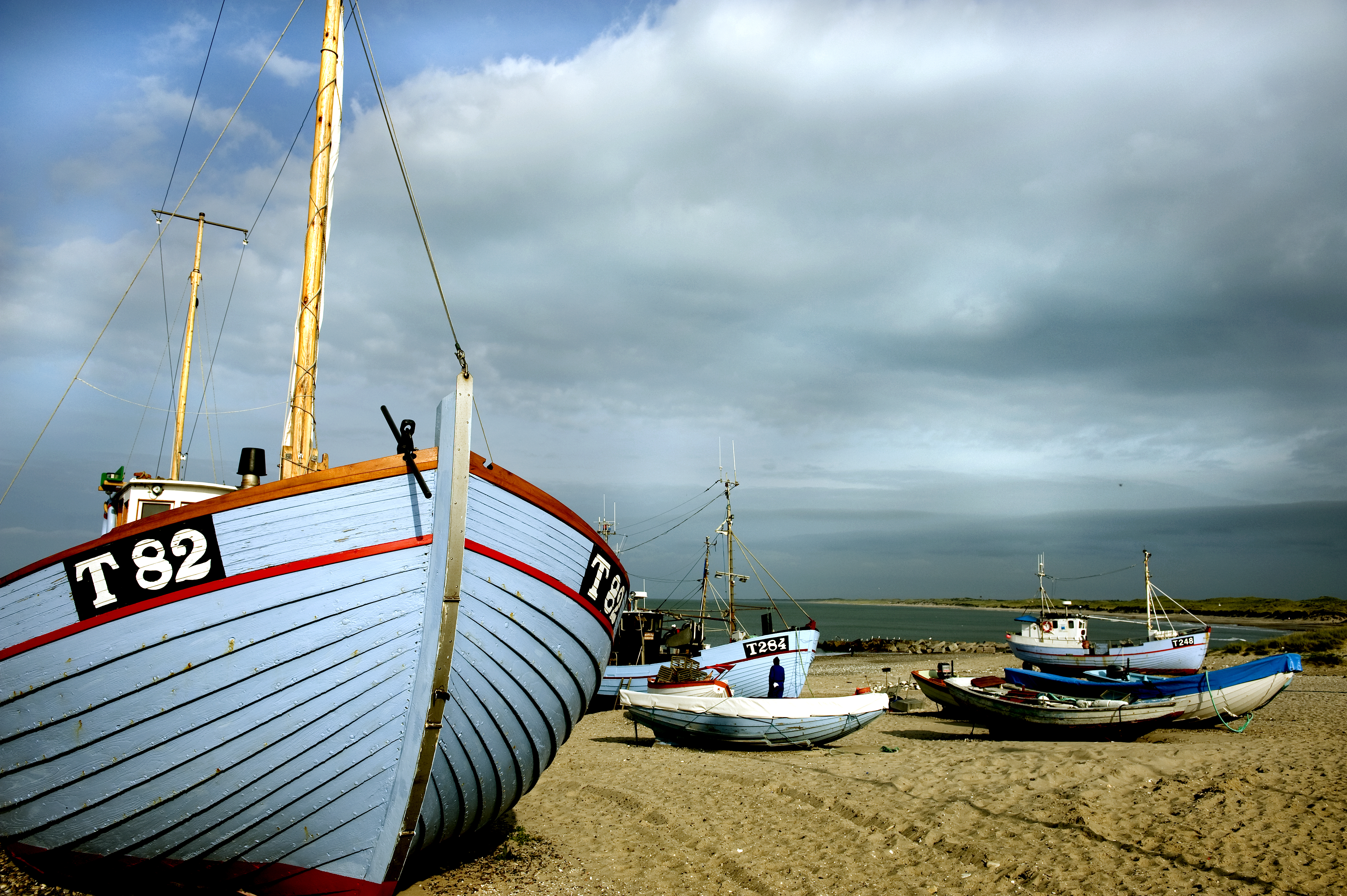
Een Deense vissersboot met de lettercode T 82. Dit schip heeft als thuishaven Thisted

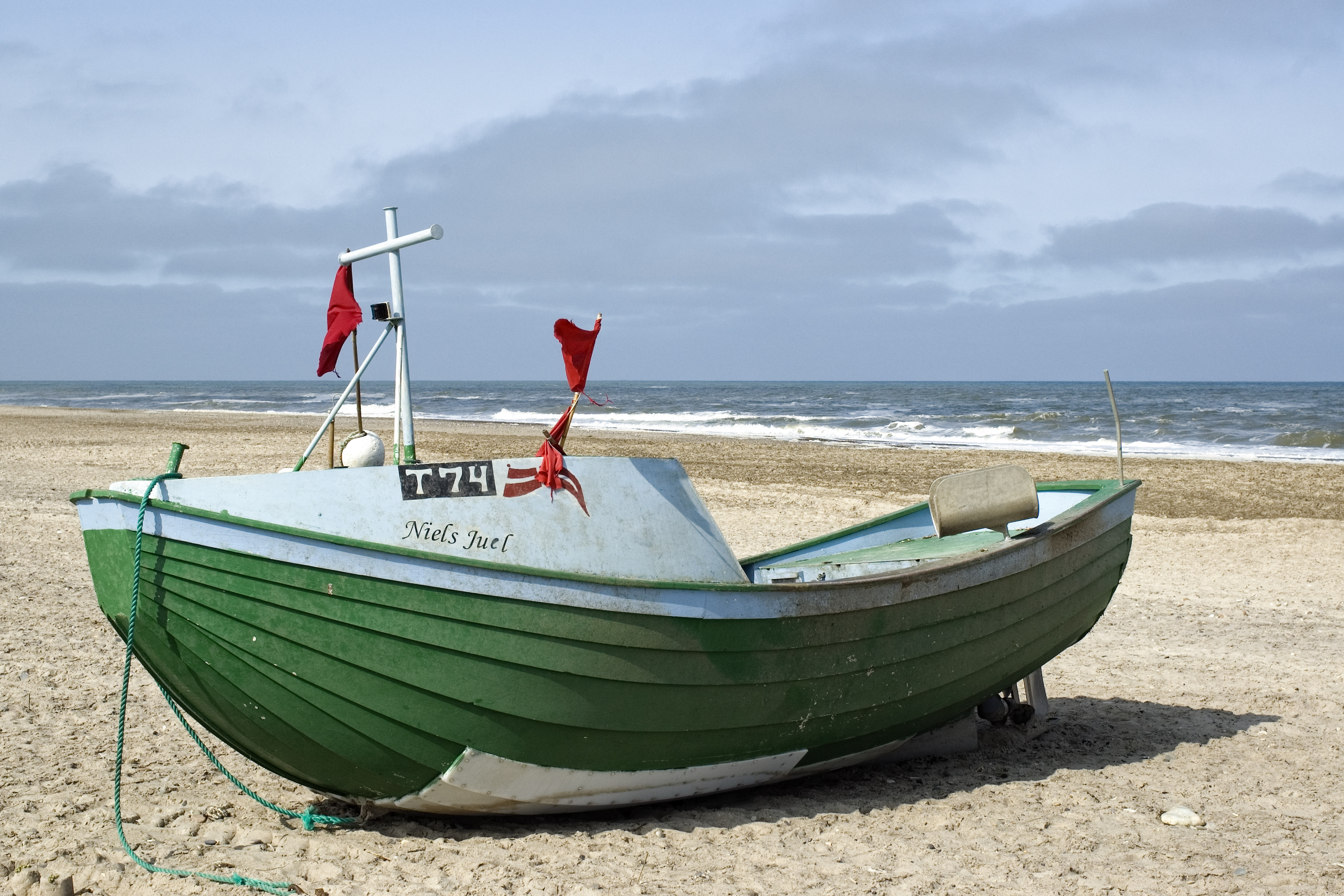
Een Deens vissersscheepje met de lettercode T 74. Dit scheepje heeft als thuishaven Thisted

De thuishavens van vissersschepen zijn af te leiden van de letters die voor op het schip zijn aangebracht. Zo komt de T 74 uit Thisted. De codes van vissersvaartuigen bestaan uit maximaal drie letters gevolgd door maximaal drie cijfers. Een code is op het moment van uitgifte uniek voor een vaartuig. Wel kan het voorkomen dat dezelfde code eerder is uitgegeven voor een ander vaartuig dat is vergaan, gesloopt of niet meer onder dat nummer is geregistreerd.
Hieronder staat een (incomplete) lijst met Deense lettercodes.

## Deense havencodes
| Inschrijvingsletters | Visserijplaatsen   |
| -------------------- | ------------------ |
| A                    | Aalborg            |
| AA                   | Aabenraa           |
| AS                   | Aarhus             |
| E                    | Esbjerg            |
| F                    | Fano               |
| FA                   | Fredericia         |
| FN                   | Frederikshavn      |
| H                    | Helsingør          |
| HG                   | Hirtshals          |
| HK                   | Holbæk             |
| HM                   | Hanstholm          |
| HO                   | Horsens en Kolding |
| HV                   | Haderslev          |
| K                    | Kopenhagen         |
| KA                   | Kalundborg         |
| KE                   | Køge               |
| KR                   | Korsør             |
| L                    | Lemvig             |
| LN                   | Løkken             |
| M                    | Marstal            |
| MI                   | Middelfart         |
| MT                   | Middelfart         |
| N                    | Nakskov            |
| ND                   | Næstved            |
| NF                   | Nykøbing Falster   |
| NG                   | Nyborg             |
| O                    | Odense             |
| R                    | Rønne              |
| RI                   | Hvide Sande        |
| RL                   | Ringkøbing         |
| RO                   | Rønne              |
| RS                   | Randers            |
| RU                   | Rudkøbing          |
| S                    | Skagen             |
| SE                   | Svaneke            |
| SG                   | Svendborg          |
| SK                   | Skive              |
| SO                   | Sønderborg         |
| T                    | Thisted            |
| TN                   | Tórshavn           |
| TR                   | Tønder             |
| V                    | Varde              |
| VE                   | Vejle              |